# Фигине (Сијена)
Фигине је насеље у Италији у округу Сијена, региону Тоскана.
Према процени из 2011. у насељу је живело 6 становника. Насеље се налази на надморској висини од 638 м.